# بله‌مانت (آریزونا)
بله‌مانت (به انگلیسی: Bellemont) یک منطقهٔ مسکونی در ایالات متحده آمریکا است که در شهرستان کاکانینو، آریزونا واقع شده‌است. بله‌مانت ۲٬۱۷۳٫۸۶ متر بالاتر از سطح دریا واقع شده‌است.